# Alina Liss
Alina Martha Maria Liss (* 1991 in Berlin) ist eine deutsche Schauspielerin.

## Leben
Bekannt wurde Alina Liss einem größeren Publikum 2005 durch ihre erste Rolle als Charlotte „Charly“ Schubert an der Seite von Dieter Pfaff in der Anwaltsserie Der Dicke. Ab 2012 war sie im Theater Hamburg zu sehen, 2014 im Theater Bonn und 2015 im Kölner Theater. Von 2010 bis 2014 studierte sie Schauspiel an der Artrium Schauspielschule Hamburg und von 2014 bis 2015 an der Film Acting School Cologne in Köln.

## Filmografie
- 2005: Der Dicke
- 2013: Akte Ex
- 2015: Rocket Beans
- 2017: White Noise
- 2019: Verstehen Sie Spaß?
- 2019: Gute Zeiten, schlechte Zeiten